# Državna cesta D27

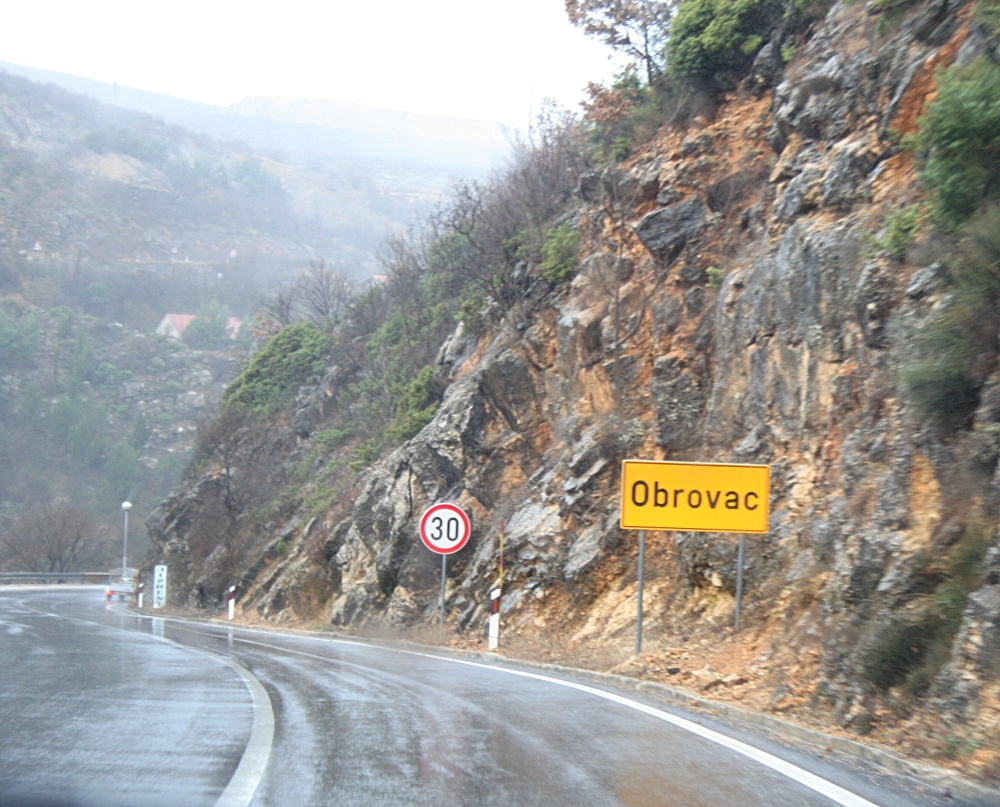
Die Straße bei Obrovac (Aufnahme 2009)

Die Državna cesta D27 (kroatisch für ,Nationalstraße D27‘) ist eine Nationalstraße in Kroatien. Die Straße nimmt in Gračac an der Državna cesta D1 ihren Ausgang und führt zunächst nach Süden und dann nach Westen, lässt 3 km vor Obrovac die Državna cesta D54 abzweigen, die nördlich des Novigradsko more auf die Državna cesta D8 (Jadranska Magistrala) trifft, führt von Obrovac in generell südlicher Richtung nach Benkovac weiter und kreuzt dort die Državna cesta D56. In ihrem weiteren Verlauf quert sie die Autocesta A1 und führt dann etwa parallel zu dieser nach Südosten, bis sie rund 5 km östlich von Vodice auf die D8 trifft und an dieser endet.
Die Länge der Straße beträgt 96,9 km.